# Софиевка
 Тази статия е за селото в Молдова.  За селото в Украйна вижте Софиево.  
Софиевка (на молдовски: Sofievca) е село, разположено в Тараклийски район, Молдова.

## Население
Населението на селото през 2004 година е 830 души, от тях:
- 339 – гагаузи (40,84 %)
- 239 – молдовци (28,79 %)
- 164 – българи (19,76 %)
- 42 – руснаци (5,06 %)
- 31 – украинци (3,73 %)
- 15 – други националности или неопределени (1,80 %)